# Холодняк, Иван Ильич
Иван Ильи́ч Холодня́к (1857—1913) — русский филолог, писатель и переводчик.

## Биография
Родился в 1857 году. Происходил из солдатского сословия.
Окончил с золотой медалью в 1878 году 5-ю Санкт-Петербургскую гимназию, а в 1882 году — историко-филологический факультет Санкт-Петербургского университета со степенью кандидата и золотой медалью за сочинение на тему «Следы народной латыни (sermo rusticus) в стенных Помпейских надписях и в сатирах Петрония».
С 1883 года — лектор (латинский язык), а с 1884 года и до конца жизни — приват-доцент по кафедре классической филологии на историко-филологическом факультете университета. В 1886—1888 году он находился в заграничной командировке в Германии и Италии, где подготовил магистерскую диссертацию.
Одновременно с работой в университете, с 1889 года до конца жизни он преподавал также новые языки и классическую филологию на Высших женских курсах, а с 1897 года состоял ординарным профессором по кафедре римской словесности в Петербургском историко-филологическом институте.
В многолетнем своем труде «Carmina sepulcralia Latina» («Древнеримские стихотворные эпитафии») (СПб., 1897) он поставил себе задачей собрать все римские языческие надгробия, составленные стихами. В тесной связи с этим изданием стоит исследование «О некоторых типах римских метрических надгробий» (СПб., 1899).
К области эпиграфики относятся отчасти и магистерская диссертация Холодняка «Очерк развития флексии genetivi singularis в именных латинских основах на а, е, о» (СПб., 1888), ряд статей в «Журнале Министерства народного просвещения», «Критические заметки» и «К надгробным надписям в сборниках Στέφανος и Comentationes philologicae» (1895—1897).
И. И. Холодняку принадлежит также много трудов в области истории и экзегезы римской литературы: издание грамматика Цензорина (СПб., 1889) и отдельные исследования, по большей части в «Журнале Министерства народного просвещения». Подписывался псевдонимами: И. Х.; Х—к, И.; Х—к, И. И.
И. И. Холодняк является переводчиком древних авторов — Секста Проперция («Журнал Министерства народного просвещения», 1886), Плавта (Menaechmei, там же, 1887, и в исправленном виде в «Дешевой библиотеке» Суворина, 1902; Miles gloriosus в «Журнале Министерства народного просвещения», 1894), Тита Лукреция Кара (там же, 1901), Сенеки и Петрония («Филологическое обозрение», 1899 и 1900).
Написал ряд статей для «Энциклопедического словаря Брокгауза и Ефрона».
Умер 19 мая 1913 года.
Был женат на Марии Александровне Веселовской (1860—1929). У них было двое сыновей и дочь.